# Паулианство
Паулиа́нство (павлини́зм, паулини́зм, англ. Pauline Christianity — «павлово христианство», от лат. Paulus, рус. Павел) — термин, который используется для описания учения апостола Павла, а также и традиционного христианства как религиозного учения, возникшего в результате искажения первоначального учения Иисуса Христа под влиянием идей Павла. Такой взгляд на традиционное христианство, порицающий вклад Павла как искажение первоначального христианства, называют «антипавлинизмом».
Термин вошёл в употребление трудами исследователей, отмечавших существование разных взглядов в раннем христианстве, где Павел приобрёл заметное и постепенно доминирующее влияние. Данный тезис получил широкое распространение в среде критиков, рассматривающих идеи посланий Павла радикально отличающимися от других книг Нового Завета, а также от ряда неканонических текстов древних христиан.
Вместе с этим, термин используется современными христианскими исследователями, как, например, Цислер (Ziesler) и Маунд (Mount), которых интересует восстановление происхождения христианства и вклад Павла в развитие христианской доктрины.
Известные сторонники идеи о том, что современное христианство есть паулианство: И. Фихте, Ф. Ницше, Б. Рассел, А. Бадью, С. Жижек, Л. Н. Толстой.
Ф. Ницше в «Антихристе» считал Павла подлинным основателем христианства, «распявшего Спасителя на своем кресте».
В статье Л. Н. Толстого «Почему христианские народы вообще и в особенности русский находятся теперь в бедственном положении», написанной им в 1907 году (опубликована в 1917 году), автор отмечал[значимость факта?]: «Евангелия говорят, что люди — равны, Павел же делит людей на рабов и господ; Иисус отменяет подати, Павел их узаконивает; там, где у Христа — прощение, у Павла — проклятие. Религия Павла основана на страхе наказания, человек должен придерживаться добрых намерений только для того, чтобы избежать воздаяния и получить награду после смерти. Апостол оправдывает насилие, казни, рабство». Толстой приписывает Павлу авторство идей воскресения, спасения, посмертного возмездия, учения о повиновении власти. Павел возглавил новую религию, в основу которой положил «очень неопределённые и неясные понятия, которые он имел об учении Христа».
Философ А. Бадью в работе «Апостол Павел. Обоснование универсализма», напротив, отмечал положительный вклад Павла в становление христианства как универсалистского учения.